# Rashad Mammadov
Rashad Mammadov (23 de julio de 1974) es un deportista bielorruso que compitió en judo.
Ganó dos medallas en el Campeonato Europeo de Judo en los años 1997 y 1998.

## Palmarés internacional
| Campeonato Europeo | Campeonato Europeo | Campeonato Europeo | Campeonato Europeo |
| Año                | Lugar              | Medalla            | Categoría          |
| ------------------ | ------------------ | ------------------ | ------------------ |
| 1997               | Ostende (Bélgica)  | Medalla de oro     | –60 kg             |
| 1998               | Oviedo (España)    | Medalla de bronce  | –60 kg             |